# Felsengimpel
Der Felsengimpel oder Bergkarmingimpel (Carpodacus puniceus) ist ein Singvogel aus der Familie der Finken. Die ostpaläartkische Art kommt von Zentralasien bis ins nördliche Pakistan, das nördliche Indien und das nordwestliche China vor. Sie besiedelt alpine Matten, Hochebenen, Block- und Geröllhalden sowie Steilhänge. Der Felsengimpel ist in der Paläarktis einer der Singvögel mit den höchstgelegenen Brutplätzen.

## Beschreibung

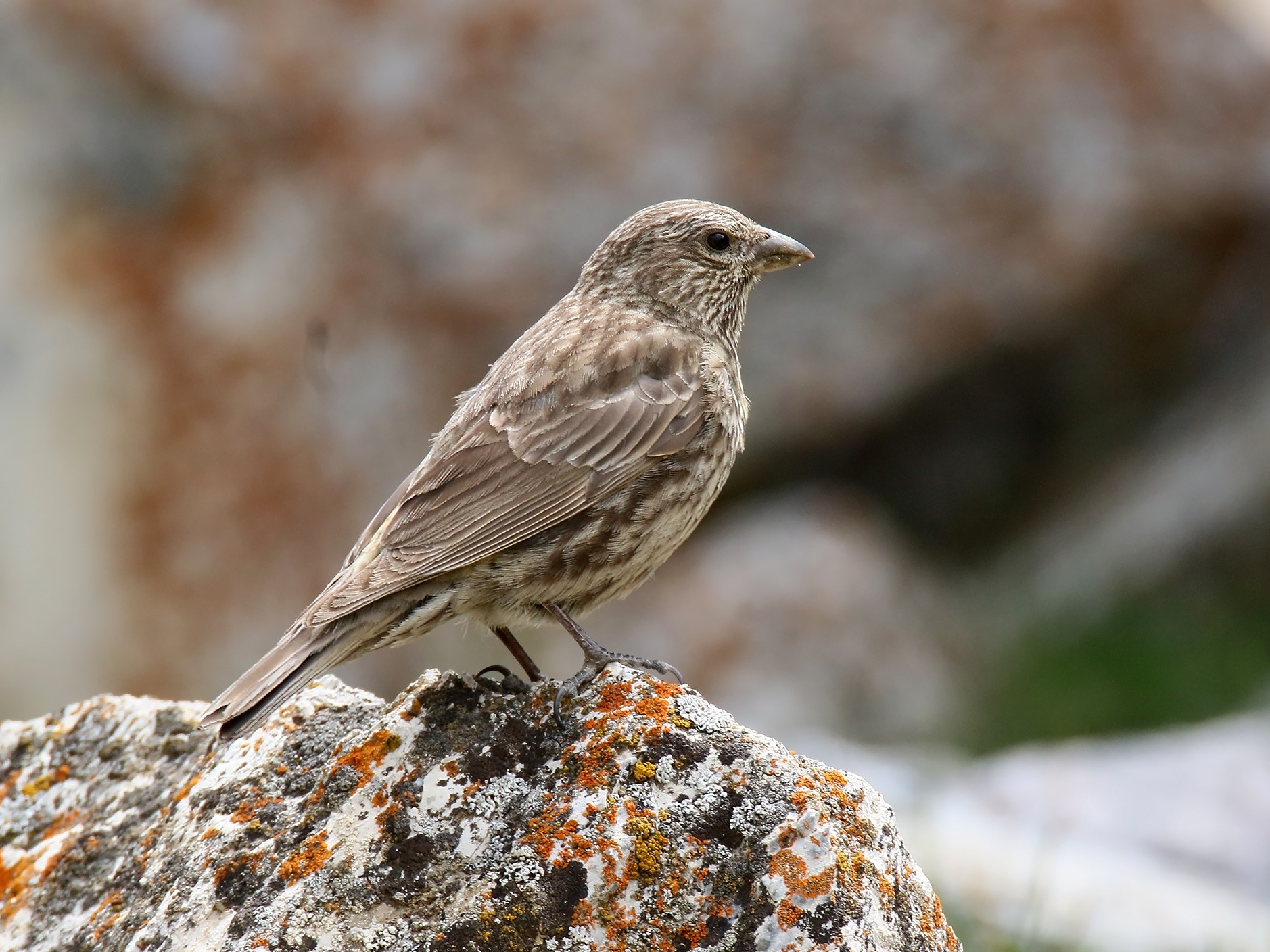
Weiblicher Felsengimpel

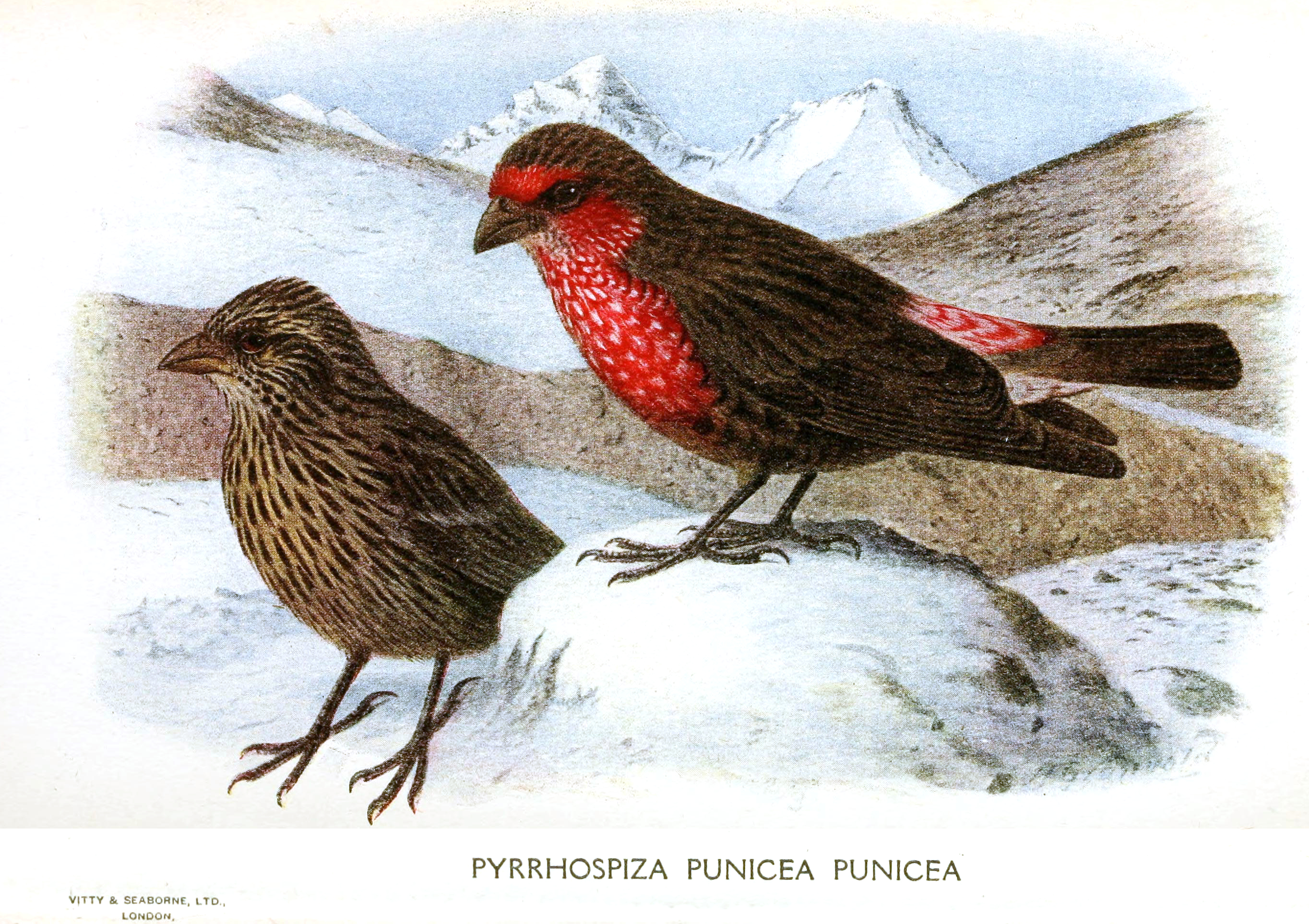
Paar des Felsengimpels, Illustration

### Aussehen
Der Felsengimpel ist mit 20 cm Körperlänge größer als ein Kernbeißer. Die Art ähnelt dem Berg- und dem Gebirgsgimpel, ist aber aufgrund verschiedener Merkmale gut von diesen zu unterscheiden. Der Schnabel ist vergleichsweise lang, zugespitzt und hat eine dunkle Spitze. Die Flügellänge der Nominatform liegt zwischen 106 und 120 mm beim Männchen und zwischen 105 und 117 mm beim Weibchen. Die Schwanzlänge beträgt beim Männchen 72–85 mm, beim Weibchen 70–82 mm.
Wie bei allen Arten der Gattung unterscheiden sich die Geschlechter deutlich in der Gefiederfärbung. Das Männchen ist eintönig braun mit kräftig karminrotem Gesicht, Vorderbrust und Bürzel. Stirn und Überaugenstreif bis knapp hinter das Auge, Wangen und untere Ohrdecken, Kinn, Kehle und Brust sind kräftig karminrot gefärbt. Einige Federn auf Brust und Kehle zeigen hellere Spitzen und das Rot läuft auf der unteren Brust aus. Zügel, Augenstreif und obere Ohrdecken sind bräunlich bis dunkelbraun. Der Bauch ist braun mit einer dunklen Streifung, die Flanken sind dunkler braun. Die Unterschwanzdecken sind rosa mit dunkelbrauner Streifung. Scheitel, Nacken, Rücken und Schulterfedern sind braun mit dunkler Strichelung. Der untere Rücken ist ungestrichelt, der Bürzel kräftig rosa bis karminrot. Die Armdecken sind braun mit helleren Säumen. Fittich, Handdecken und Schwingen sind dunkelbraun mit schmalen, beigen Säumen. Der gegabelte Stoß ist ebenso dunkelbraun mit hellen Federsäumen.
Beim Weibchen ist die Oberseite dunkel graubraun mit beigen Federspitzen an der Stirn und einer dunklen Strichelung, die auf Rücken und Nacken am kräftigsten ist. Bürzel und Oberschwanzdecken sind heller olivbraun, bei älteren Tieren kann diese Partie gelb oder gelbbraun sein. Sie zeigt ebenfalls eine feine, dunkle Strichelung. Das Gesicht ist beigebraun mit einer dunklen Strichelung. Kinn, Kehle und obere Brust sind blassgelb, untere Brust und Bauch warm braun und mit grau überwaschen. Die Flanken spielen ins Graue. Die gesamte Unterseite ist dunkel gestrichelt. Flügel- und Steuerfedern sind wie beim Männchen gefärbt.
Jungvögel ähneln den Weibchen, sind aber insgesamt bräunlicher ohne die Nuance ins Graue. Die dunkle Streifung ist kräftiger. Ab dem ersten Winter bildet sich die Färbung an Brust und Bürzel heraus und ist meist im zweiten Sommer noch nicht voll ausgeprägt.
Die Art hat eine relativ niedrige Fluchtdistanz und fliegt selten weit, wenn sie aufgescheucht wird, ist aber dabei immer sehr aufmerksam bei Annäherung. Die Tiere bewegen sich auf dem Boden meist hüpfend.

### Stimme
Der Ruf ist ein ziemlich lautes und bülbülähnliches, fröhliches Pfeifen. Ferner ist ein katzenartiges maaau und ein spatzenähnliches Tschilpen als Flugruf zu hören. Als Gesang sind ein kurzes Twidel-li-die und zudem ein weiches Zwitschern zu vernehmen. Man hört den Gesang unregelmäßig das ganze Jahr über.

## Verbreitung und geografische Variation
Das Verbreitungsgebiet des Felsengimpels reicht vom Tianshan nördlich des Tarimbeckens in einem Bogen um dieses herum westwärts bis in den Pamir und ostwärts durch den Himalaya bis ins westliche China. Die Unterarten unterscheiden sich in Größe und Gefiederfärbung. Die Nominatform ist recht klein, hat intensiv rote Partien und einen stark gestrichelten Rücken. Die beiden nordwestlichen Unterarten sind größer und blasser und weniger farbintensiv, bei C. p. kilianensis ist die rote Stirn des Männchens durchschnittlich weniger weit auf den Scheitel ausgedehnt. C. p. longirostris ist die größte Unterart mit einem relativ langen Schnabel und blasser, aber intensiver rot gefärbt. Einige Männchen zeigen eine sehr ausgedehnte rote Stirnpartie. C. p. sikangensis stellt den Übergang zwischen der letzteren und der Nominatform her.
- C. p. puniceus Blyth, 1845 – Zentraler Himalaya von Nepal bis Assam, Bhutan, südöstliches Tibet und westliches Sichuan
- C. p. kilianensis Vaurie, 1956 – Tianshan und Pamir, russisches Turkestan und Kunlun-Gebirge, ostwärts bis ins südwestliche Xinjiang
- C. p. humii (Sharpe, 1888) – westlicher Himalaya vom nördlichen Pakistan und Kaschmir bis Uttar Pradesh
- C. p. sikangensis Vaurie, 1956 – südliches Sichuan
- C. p. longirostris Przewalski, 1876 – vom östlichen Qinghai bis in den Nan Shan und ins nördliche Sichuan

Die Art ist nicht selten oder lokal häufig, aber nirgends zahlreich. Sie ist nicht bedroht.

## Lebensweise
Der Felsengimpel lebt in extremen Höhenlagen und ist eine der beiden Singvogelarten mit den höchstgelegenen Brutplätzen in der Paläarktis. Die Brutgebiete liegen zwischen 3900 und 5700 m, deutlich oberhalb der Baumgrenze und oft auch an der Vegetationsgrenze. Die Art brütet auf alpinen Matten, Hochebenen, in trockenen Tälern, auf Geröll- und Blockhalden sowie an Steilhängen und Gletschern. Im Winter wandert sie teils in niedrigere Lagen ab, meist aber nur bis an den unteren Rand der Brutgebiete zwischen 3000 und 4575 m, seltener bis auf 2400 oder sogar 1500 m. Sie erträgt auch lange Kälteperioden mit extrem niedrigen Temperaturen.
Man trifft den Felsengimpel meist in kleinen Trupps oder Familienverbänden an. Die Nahrung wird auf dem Boden, in Rhododendronbüschen, verkrüppeltem Wacholder oder anderen Sträuchern und oft am Rande abtauender Schneefelder gesucht. Sie besteht aus kleinen Sämereien hochalpiner Pflanzen, im Sommer aber auch aus Knospen oder Blüten.